# Monterrey Open
Monterrey Open, oficiálně Abierto GNP Seguros, je profesionální tenisový turnaj žen, hraný v mexickém městě Monterrey. Založen byl v roce 2009. Dějištěm se v roce 2014 stal areál Estadio GNP Seguros – Clubu Sonoma, s otevřenými dvorci s tvrdým povrchem DecoTurf. Prvních pět ročníků proběhlo v Sierra Madre Tennis Clubu. Na okruhu WTA Tour se turnaj řadí do kategorie WTA 500. Mezi roky 2021–2023 byl součástí kategorie WTA 250 a mezi lety 2009–2020 byl součástí WTA International.

## Historie
Monterrey Open se stal po Mexican Open hraném v Acapulku druhou ženskou událostí WTA probíhající na mexické půdě. Spoluzakladatel  Hernán Garza Echavarría byl jmenován ředitelem turnaje. V roce 2024 byl turnaj povýšen do kategorie WTA 500 a přesunut z přelomu února a března do srpnového termínu, čímž se stal přípravou na newyorský grandslam US Open.
Do soutěže dvouhry nastupuje třicet dva hráček a čtyřhry se účastní šestnáct párů. V letech 2011–2013 byla titulárním partnerem události společnost Whirlpool. Nejvíce singlových titulů vybojovala ruská hráčka Anastasija Pavljučenkovová, která vyhrála čtyřikrát. Ve čtyřhře si dvě trofeje odvezl český pár Iveta Benešová a Barbora Záhlavová-Strýcová.

## Přehled vývoje názvu
| sezóny    | název                    |
| --------- | ------------------------ |
| 2009–2010 | Abierto Monterrey        |
| 2011–2013 | Whirlpool Monterrey Open |
| 2014      | Monterrey Open           |
| 2015–2016 | Abierto Monterrey Afirme |
| 2017–     | Abierto GNP Seguros      |

## Přehled finále

### Dvouhra
| Rok  | vítězka                        | finalistka           | výsledek                |
| ---- | ------------------------------ | -------------------- | ----------------------- |
| 2009 | Marion Bartoliová              | Li Na                | 6–4, 6–3                |
| 2010 | Anastasija Pavljučenkovová     | Daniela Hantuchová   | 1–6, 6–1, 6–0           |
| 2011 | Anastasija Pavljučenkovová (2) | Jelena Jankovićová   | 2–6, 6–2, 6–3           |
| 2012 | Tímea Babosová                 | Alexandra Cadanțuová | 6–4, 6–4                |
| 2013 | Anastasija Pavljučenkovová (3) | Angelique Kerberová  | 4–6, 6–2, 6–4           |
| 2014 | Ana Ivanovićová                | Jovana Jakšićová     | 6–2, 6–1                |
| 2015 | Timea Bacsinszká               | Caroline Garciaová   | 4–6, 6–2, 6–4           |
| 2016 | Heather Watsonová              | Kirsten Flipkensová  | 3–6, 6–2, 6–3           |
| 2017 | Anastasija Pavljučenkovová (4) | Angelique Kerberová  | 6–4, 2–6, 6–1           |
| 2018 | Garbiñe Muguruzaová            | Tímea Babosová       | 3–6, 6–4, 6–3           |
| 2019 | Garbiñe Muguruzaová (2)        | Viktoria Azarenková  | 6–1, 3–1skreč           |
| 2020 | Elina Svitolinová              | Marie Bouzková       | 7–5, 4–6, 6–4           |
| 2021 | Leylah Fernandezová            | Viktorija Golubicová | 6–1, 6–4                |
| 2022 | Leylah Fernandezová (2)        | Camila Osoriová      | 6–7(5–7), 6–4, 7–6(7–3) |
| 2023 | Donna Vekićová                 | Caroline Garciaová   | 6–4, 3–6, 7–5           |
| 2024 | Linda Nosková                  | Lulu Sunová          | 7–6(8–6), 6–4           |

### Čtyřhra
| Rok  | vítězky                                              | finalistky                                      | výsledek              |
| ---- | ---------------------------------------------------- | ----------------------------------------------- | --------------------- |
| 2009 | Nathalie Dechyová Mara Santangelová                  | Iveta Benešová Barbora Záhlavová-Strýcová       | 6–3, 6–4              |
| 2010 | Iveta Benešová Barbora Záhlavová-Strýcová            | Anna-Lena Grönefeldová Vania Kingová            | 3–6, 6–4, 10–8        |
| 2011 | Iveta Benešová (2) Barbora Záhlavová-Strýcová (2)    | Anna-Lena Grönefeldová Vania Kingová            | 6–7(6–8), 6–2, [10–6] |
| 2012 | Sara Erraniová Roberta Vinciová                      | Kimiko Dateová Čang Šuaj                        | 6–2, 7–6(8–6)         |
| 2013 | Tímea Babosová Kimiko Dateová                        | Eva Birnerová Tamarine Tanasugarnová            | 6–1, 6–4              |
| 2014 | Darija Juraková Megan Moultonová-Levyová             | Tímea Babosová Olga Govorcovová                 | 7–6(7–5), 3–6, [11–9] |
| 2015 | Gabriela Dabrowská Alicja Rosolská                   | Anastasia Rodionovová Arina Rodionovová         | 6–3, 2–6, [10–3]      |
| 2016 | Anabel Medina Garriguesová Arantxa Parra Santonjaová | Petra Martićová Maria Sanchezová                | 4–6, 7–5, [10–7]      |
| 2017 | Nao Hibinová Alicja Rosolská (2)                     | Dalila Jakupovićová Nadija Kičenoková           | 6–2, 7–6(7–4)         |
| 2018 | Naomi Broadyová Sara Sorribes Tormová                | Desirae Krawczyková Giuliana Olmosová           | 3–6, 6–4, [10–8]      |
| 2019 | Asia Muhammadová Maria Sanchezová                    | Monique Adamczaková Jessica Mooreová            | 7–6(7–2), 6–4         |
| 2020 | Kateryna Bondarenková Sharon Fichmanová              | Miju Katová Wang Ja-fan                         | 4–6, 6–3, [10–7]      |
| 2021 | Caroline Dolehideová Asia Muhammadová (2)            | Heather Watsonová Čeng Saj-saj                  | 6–2, 6–3              |
| 2022 | Catherine Harrisonová Sabrina Santamariová           | Chan Sin-jün Jana Sizikovová                    | 1–6, 7–5, [10–6]      |
| 2023 | Yuliana Lizarazová María Paulina Pérez Garcíaová     | Kimberly Birrellová Fernanda Contreras Gómezová | 6–3, 5–7, [10–5]      |
| 2024 | Kuo Chan-jü Monica Niculescuová                      | Giuliana Olmosová Alexandra Panovová            | 3–6, 6–3, [10–4]      |